# Exechia subspinigera
Exechia subspinigera är en tvåvingeart som beskrevs av Zaitzev 1988. Exechia subspinigera ingår i släktet Exechia och familjen svampmyggor. Inga underarter finns listade i Catalogue of Life.